# Ostroň
Ostroň (1105 m) – kształtny, stożkowaty szczyt w Górach Choczańskich na Słowacji. Na niektórych mapach opisany jest jako Ostré.
Ostroň leży w grzbiecie, stanowiącym wododział między dorzeczami Orawy na północy i Wagu na połuniu. Zaliczany do grupy Sielnickich Wierchów, stanowi zwornik dla ich większego, zachodniego odgałęzienia z najwyższym szczytem grupy, Magurą Luczańską.
Jego zachodnie stoki opadają ku przełęczy Vrchvarta, oddzielającej tę grupę od Grupy Wielkiego Chocza, wschodnie natomiast ku płytkiej przełączce, oddzielającej go od niepozornego szczytu Ostrý vrch (1011 m), również położonego we wspomnianym wododziale. Stoki północne opadają ku źródliskom Leszczyńskiego Potoku, natomiast południowe ku górnej części dolinki potoku Teplianka (Ráztočné).
Ostroň jest całkowicie zalesiony i nie prowadzą przez niego żadne szlaki turystyczne. Znajduje się w obrębie miejscowości Osádka, położonej u jego północno-zachodnich podnóży.

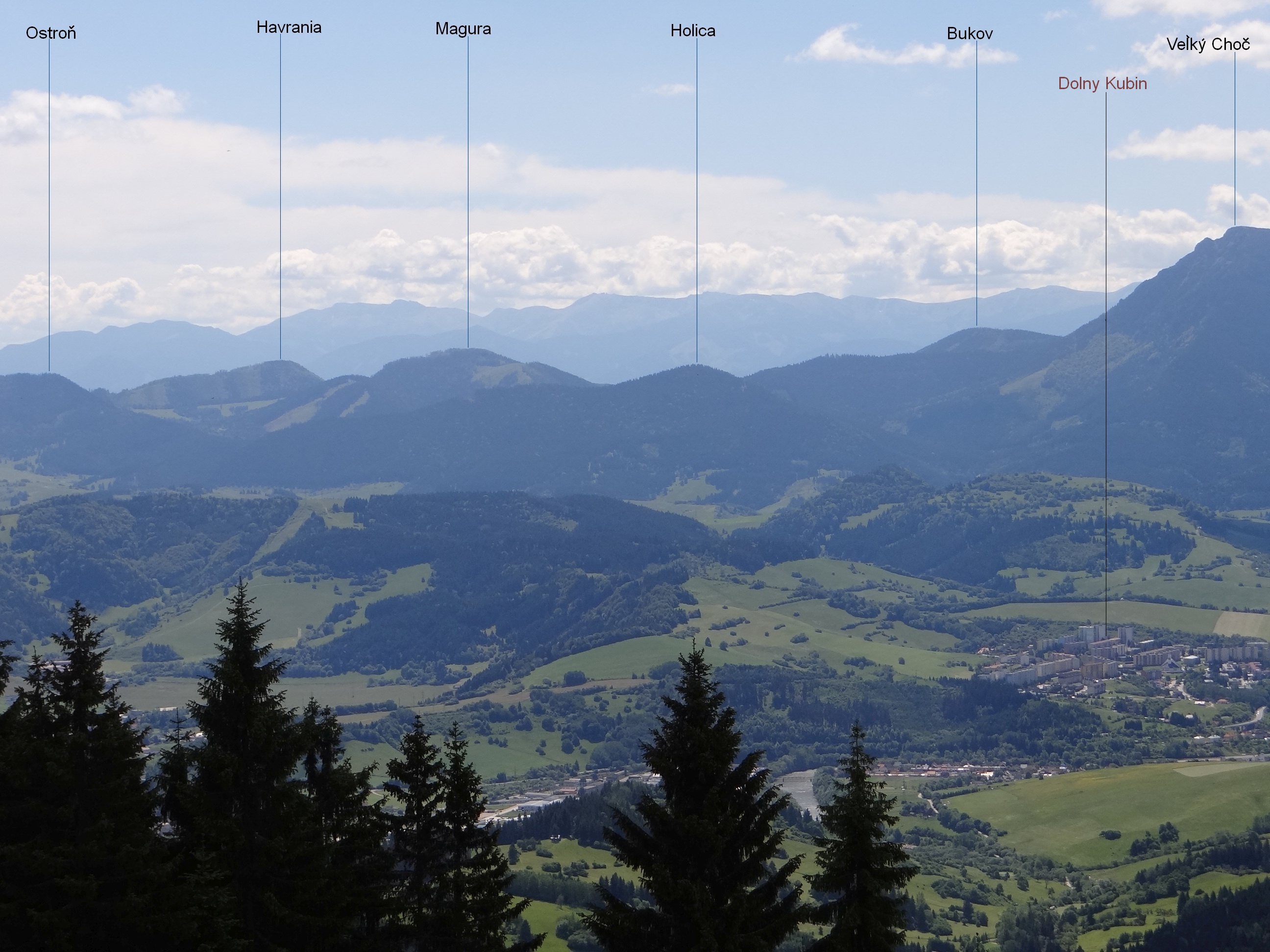
Widok znad schroniska Chata na Kubínskej holi